# Takuma Terashima
Takuma Terashima (寺島 拓篤 Terashima Takuma?,  Prefectura de Ishikawa, Japón, 20 de diciembre de 1983) es un actor de voz y cantante japonés, afiliado a Axl-One. Ha participado en series como Baka to Test to Shōkanjū, Durarara!!, Kaichō wa Maid-sama! y Log Horizon, entre otras.

## Carrera
Graduado de la escuela de artistas Tokyo Announce Gakuin, comenzó a trabajar para Holypeak hasta diciembre de 2008. Luego, formó parte de Production Baobab hasta el mes de agosto de 2011. Hoy en día pertenece a Axl-One.
Su debut fue en el año 2005, en la serie Sousei no Aquarion, donde interpretó a Apollo, el personaje principal. Desde el año 2008 se ha presentado en el "Original Entertainment Paradise" que se lleva a cabo al final de cada año como uno de los anfitriones y líder. Los otros anfitriones son Showtaro Morikubo, Ken'ichi Suzumura y Daisuke Ono.

## Vida personal
El 6 de julio de 2017, Terashima anunció en su blog que contrajo matrimonio con la también seiyū Satomi Satō.

## Filmografía

### Anime
2005
- Sousei no Aquarion como Apollo

2006
- Himawari! como Kakunoshin y Koutarou
- Jigoku Shōjo Futakomori como Makoto Tomaru y Tsujimura
- Kiba como Gitora
- Princess Princess como Wataru Harue

2007
- Prism Ark como Chizakura y Ein
- Saint Beast: Kouin Jojishi Tenshi Tan como Saki
- Suteki Tantei Labyrinth como Shichirō Yatomi
- Terra e... como Alfred, Sean y Tachyon
- Wellber no Monogatari como Jin

2008
- Code Geass - Hangyaku no Lelouch R2 como Korczak
- Jigoku Shōjo Mitsuganae como Ryu
- Macademi Wasshoi! como Eitaro "A-taro" Sakuma
- Shigofumi: Stories of Last Letter como Kaname Nojima
- Wellber no Monogatari Zwei como Jin
- Zoku Sayonara Zetsubō Sensei como Kuniya Kino

2009
- Bleach como Ruriiro Kujaku
- Chrome Shelled Regios como Haia Salinvan Laia
- Princess Lover! como Teppei Arima
- Sora no Manimani como Haraguchi
- Zan Sayonara Zetsubō Sensei como Kuniya Kino

2010
- Amagami SS como Masayoshi Umehara
- Baka to Test to Shōkanjū como Toshimitsu Kubo
- Densetsu no Yūsha no Densetsu como Sui Orla
- Durarara!! como Saburō Togusa
- Hidamari Sketch x Hoshimittsu como Mashiko-sensei
- Kaichō wa Maid-sama! como Ikuto Sarashina
- Kami Nomi zo Shiru Sekai: Megami-Hen como Ryō Asama
- Starry Sky como Kensuke Awata
- Super Robot Taisen OG: The Inspector como Kouta Azuma
- Tantei Opera Milky Holmes como Stone River

2011
- Battle Spirits: Heroes como Shū Fuseta
- Beyblade Metal Fury como Bao
- Bibliotheca Mystica de Dantalian como Tito
- C³ como Taizō Hakuto
- Mobile Suit Gundam AGE como Desil Galette (adulto)
- Sacred Seven como Alma Tandōji
- Sekaiichi Hatsukoi 2 como Kusakawa
- The Idolmaster como Touma Amagase
- Uta no☆Prince-sama♪ como Ittoki Otoya

2012
- Beyblade Shogun Steel como Kaito Unabara
- Chōyaku Hyakunin Isshu: Uta Koi como Fujiwara no Yukinari
- Hagure Yūsha no Estetica como Zechs Doltrake
- Hidamari Sketch x Honeycomb como Mashiko-sensei
- Hyōka como Yamauchi
- Jewelpet Kira☆Deco! como Retsu Akagi/Red y Saury
- Kokoro Connect como Yoshifumi Aoki
- Tantei Opera Milky Holmes Dai 2 Maku como Stone River
- Tonari no Kaibutsu-kun como Yamaguchi Kenji

2013
- Blood Lad como Wolf
- Daiya no Ace como Naoyuki Zaizen
- Futari wa Milky Holmes como Stone River
- Hakkenden: Tōhō Hakken Ibun como Kobungo Inuta
- Joujuu Senjin!! Mushibugyo como Mugai
- Log Horizon como Shiroe
- Makai Ōji: Devils and Realist como Dantalion
- Tokyo Ravens - Shaver
- White Album 2 - Takeya Iizuka

2014
- Amagi Brilliant Park - Wanpee
- Baby Steps - Kojirō Kageyama
- Break blade - Io
- Fairy Tail - Jackal
- Inō Battle wa Nichijō-kei no Naka de - Hajime Kiryū
- Kuroshitsuji: Book of Circus - Kuroshitsuji (Snake)
- Mahōka Kōkō no Rettōsei - Leonhart Saijo
- Mekaku City Actors - Shintarō Kisaragi
- Puripara - Usagi
- Ushinawareta Mirai o Motomete - Sō Akiyama

2015
- Binan Koukou Chikyuu Bouei Bu Love! - Akoya Gero
- Mikagura Gakuen Kumikyoku - Donkyun

2016
- Haikyū!! 3 - Eita Semi
- Servamp - Mahiru Shirota
- Sōsei no Onmyōji - Tatara
- Super Lovers - Shima Kaidō (niño)

2017
- Atom: The Beginning - Hiroshi Ochanomizu
- Beyblade Burst God - Sisko Carlisle[6]
- Dynamic Chord - Sakura Hinoyama (Liar-S)[7]
- Konbini Kareshi - Haruki Mishima
- Net-juu no Susume - Kazuomi Fujimoto
- Seikaisuru Kado - Yaha-kui zaShunina
- Super Lovers 2 - Shima Kaidō (niño)
- Black Clover - Klaus Lunettes

2018
- 3D Kanojo: Real Girl - Mitsuya Takanashi
- Kakuriyo no Yadomeshi - Hatori
- Black Clover - Klaus Lunettes

2019
- The Ones Within - Makino Aikawa

2020
- Dorohedoro - Fukuyama

2021
- Edens Zero - Shiki Granbell
- Tokyo Revengers - Atsushi Sendo (Akkun)

2022
- Eternal Boys - Etsurō Aizome

2023
- Ayaka: A Story of Bonds and Wounds - Jingi Sagawa
- Sugar Apple Fairy Tale - Catt

2024
- Kyūjitsu no Warumono-san  - Rooney
- Wonderful Precure! - Satoru Toyama

### OVAs
2005
- Always My Santa como el Vicejefe del Cheering Squad
- Papa to Kiss in the Dark como Sakuya Hojo y Shun Sakurai (niño)

2007
- Sousei no Aquarion como Apollo

2009
- Anata dake Konban wa como Shōgo Yoshisuzu

2012
- Code Geass: Akito the Exiled como Ashley Ashura
- Kami Nomi zo Shiru Sekai: Ayukawa Tenri's Arc como Ryō Asama
- Sacred Seven: Shirogane no Tsubasa como Alma Tandōji

2013
- Joujuu Senjin!! Mushibugyo como Mugai

2015
- Kuroshitsuji: Book of Murder como Snake
- Sōsei no Aquarion Love como Apollo

### Especiales
2011
- Tantei Opera Milky Holmes Summer Special como Stone River/Sōseki Ishigare

### ONAs
2017
- Seizei Ganbare Mahou Shoujo Kurumi como Shigeru Satou[8]

### Películas
2010
- Break blade como Io

2014
- THE IDOLM@STER MOVIE: Kagayaki no Mukōgawa e! como Touma Amagase

2017
- Gekijōban Mahōka Kōkō no Rettōsei: Hoshi o Yobu Shōjo como Leonhart Saijo
- Kuroshitsuji: Book of the Atlantic como Snake

### Drama CD
- Baka & Test Special Volume 11 Drama CD como Toshimitsu Kubo
- Hachi-nan tte, Sore wa Nai deshou!: Vol.10.5 Drama CD Booklet como Wendelin
- Hidoku Shinaide como Hideyuki Maya
- Katekyo! como Rintarou Noe
- Kiyosho como Iwao Mochizuki
- Konbini Kareshi como Haruki Mishima
- Non-Fiction series Doukyou CD como Nakatani Tomonori
- Oretachi no Step como Sakon Kazuma
- Servamp: Drama CD School Festival como Mahiru Shirota
- Servamp: Drama CD Summer Festival como Mahiru Shirota
- Servamp: Kyuuketsuki Darake no Haruyasumi como Mahiru Shirota
- Servamp Idol Festival como Mahiru Shirota
- Servamp Kyuuketsuki Darake no Kara Sawagi como Mahiru Shirota
- Servamp Kyuuketsuki Darake no Nichiyoubi como Mahiru Shirota
- Shukan Soine Vol. 4 como Sosuke
- Shuuen no Shiori Re:act como C-ta
- Uta no☆Prince-sama♪Shining Masterpiece Show Lycoris no Mori como Ittoki Otoya

### Videojuegos
- Amagami como Masayoshi Umehara
- Durarara!! Relay como Saburo Togusa
- Captain Tsubasa: Dream Team como Ricardo Espadas
- Fate/hollow ataraxia como Avenger
- Harukanaru Toki no Naka de 5 como Shun Kiryu
- Harukanaru Toki no Naka de 6 como Ichi Arima
- Ijiwaru my Master como Leon
- JoJo's Bizarre Adventure: All Star Battle como Prosciutto
- Kokoro Connect Yochi Random como Yoshifumi Aoki
- Lord of Magna: Maiden Heaven como McLaglen
- Mōjū-tsukai to Ōji-sama ~Flower & Snow~ como Silvio
- Mugen no Frontier Exceed como Kouta Azuma/Fighter Roa
- Record of Agarest War como Alberti
- Resonance of Fate como el Cardenal Jean-Paulet
- Seishun Hajimemashita! como Futaba Chihaya
- Storm Lover como Kyosuke Mikoshiba
- Storm Lover 2nd como Kyosuke Mikoshiba
- Storm Lover: Summer Love!! como Kyosuke Mikoshiba
- Summon Night Granthese: Sword of Ruin and the Knight's Promise como Silvach
- Super Robot Wars Original Generations como Kouta Azuma/Fighter Roa
- THE iDOLM@STER 2 como Touma Amagase
- Valkyrie Profile: Covenant of the Plume como Ancel
- Ys IV: Memories Of Celceta como Gruda

## Música

### Discografía solista
- 2017: REBOOT[9]
- 2017: Kimi to Issho nara Melody mo Yuuki ni naru, CD lanzado junto con Wataru Hatano bajo el nombre M.O.E.[10]
- 2017: sencillo ID[11]

### Animación

#### Uta no☆Prince-sama♪
- Como parte de ST☆RISH:
  - Uta no☆Prince-sama♪ Maji Love 1000%: Maji LOVE 1000% (primer opening y último ending), en compañía de Kenichi Suzumura, Kishō Taniyama, Mamoru Miyano, Junichi Suwabe y Hiro Shimono.[12]
  - Uta no☆Prince-sama♪ Maji Love 2000%: Maji LOVE 2000% (primer opening y segundo ending) y Maji LOVE 1000% RAINBOW STAR ver. (último ending), ambos en compañía de Kenichi Suzumura, Kōsuke Toriumi, Kishō Taniyama, Mamoru Miyano, Junichi Suwabe y Hiro Shimono.[13]
  - Uta no☆Prince-sama♪ Maji Love 2000%: Shining Star Xmas: Yume Oibito e no Symphony (ending), en compañía de Kenichi Suzumura, Kōsuke Toriumi, Kishō Taniyama, Mamoru Miyano, Junichi Suwabe y Hiro Shimono.[14]
  - Uta no☆Prince-sama♪ Maji Love Revolutions: Maji Love Revolutions (primer ending), como parte de ST☆RISH, y EMOTIONAL LIFE a dúo con Kishō Taniyama.[15][16]
- Como parte de NEXT DOOR participó del sencillo Uta no☆Prince-sama♪ Maji Love Legend Star. En su semana de lanzamiento vendió 12.168 copias, llegando a ser el 9.º más vendido en los ranking japoneses.[17]

#### The Idolmaster
- Participó del CD The iDOLM@STER side M ST@RTING LINE -01 JUPITER.
- Interpretó los temas Alice or Guilty (episodios 10 y 19) y Koi o Hajimeyou (episodio 21) de la serie The Idolmaster. Ambos junto con Daichi Kanbara y Yoshitsugu Matsuoka.[18]
- Fue parte del CD THE IDOLM＠STER SideM ORIGIN@L PIECES 06, 9.º más vendido en su semana de lanzamiento en Japón.[19]
- Participó del CD THE IDOLM@STER SideM "Cybernetics Wars ZERO ~Negai wo Yadosu Kikao no Ko~".[20]

#### Super Lovers
Como parte del grupo "Kaidō 4 Kyōdai" participó:
- Happiness YOU&ME., ending de la primera temporada.[21] El sencillo ha llegado al puesto 27 del ranking de los más vendidos en Japón.[22]
- Hare-Iro Melody y Gyun to Love Song, opening y ending respectivamente de la segunda temporada.[23]

#### Servamp
- Interpretó el ending de la serie sunlight avenue.[24] En su semana de lanzamiento, el sencillo ha alcanzado el puesto 23 en el ranking de ventas japonés, con 5.115 copias vendidas.[25]
- Junto con sus compañeros de elenco ha participado del CD Servamp Solo Character Song Mini Album Vol.2 Mahiru, Kuro, Tetsu, Mikuni, Hugh.[9]

#### Otras Interpretaciones
- Formando parte de Chikyū Seifukubu (Conquest Club), interpretó el ending I miss you no 3 meters para la serie Binan Koukou Chikyuu Bouei Bu Love!.[26]
- Participó en el opening Believe My Dice y en el ending a shadow's love song de la serie Makai Ōji: Devils and Realist. En ambos, junto con Takuya Eguchi, Yoshitsugu Matsuoka y Tetsuya Kakihara.[27]
- Cantó el primer ending Kouin Jojishi Tenshi Tan ~angel chronicles~ junto con Tatsuhisa Suzuki y Wataru Hatano para la serie Saint Beast: Kouin Jojishi Tenshi Tan.[28]
- Formando parte de "M.O.E." participó del miniálbum Otona ni Nattemo Ochame na CD.[29]
- Ha interpretado el tema 0+1 (Love & Peace), cuyo sencillo ha llegado al 72.º puesto del ranking japonés.[30]
- En su rol como Hajime Karima ha participado del CD Vocal-shuu Harukanaru Toki no Naka de 6 Gentou Rondo Kanbinaru Uta de la franquicia Harukanaru Toki no Naka de.[9]
- Participó junto con Yū Hayashi y Wataru Hatano, del ending del ONA Seizei Ganbare! Mahou Shoujo Kurumi: Shiritsu Egaogaoka Chuugakkou Kouka.[31]
- Participó junto con Hiroshi Kamiya y Jun Fukuyama del ending de Binan Kōkō Chikyū Bōei-bu Love! titulado " I Miss You no 3 Metre".